# Auchy-lès-Hesdin
Auchy-lès-Hesdin (Aussprache [oˈʃi lɛz‿eˈdɛ̃]) ist eine französische Gemeinde mit 1517 Einwohnern (Stand: 1. Januar 2022) im Département Pas-de-Calais in der Region Hauts-de-France. Sie gehört zum Arrondissement Montreuil und ist Mitglied im Gemeindeverband Communauté de communes des 7 Vallées. Die Einwohner werden Alciaquois und Alciaquoises genannt.

## Geographie
Die Gemeinde Auchy-lès-Hesdin liegt zwischen Arras und dem Ärmelkanal in der historischen Provinz Artois am Fluss Ternoise. Nachbargemeinden von Auchy-lès-Hesdin sind Fressin im Nordwesten und Norden, Azincourt im Norden, Béalencourt im Nordosten, Rollancourt im Osten, Vieil-Hesdin im Süden, Le Parcq im Südwesten und Westen sowie Wamin im Westen und Nordwesten.

## Bevölkerungsentwicklung
| Jahr                       | 1962 | 1968 | 1975 | 1982 | 1990 | 1999 | 2006 | 2012 | 2022 |
| -------------------------- | ---- | ---- | ---- | ---- | ---- | ---- | ---- | ---- | ---- |
| Einwohner                  | 1725 | 1815 | 1944 | 1814 | 1720 | 1759 | 1728 | 1663 | 1517 |
| Quellen: Cassini und INSEE |      |      |      |      |      |      |      |      |      |

## Sehenswürdigkeiten
- Kirche Saint-Georges, seit 1926 Monument historique
- Benediktinerkloster in Auchy, um 700 von Silvin von Toulouse gegründet, 1072 von den Normannen zerstört
- Schloss Blanc et La Filature

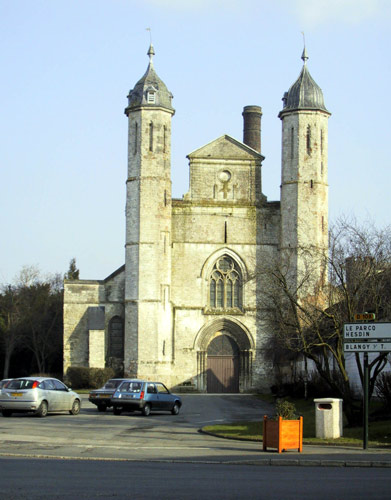
Kirche Saint-Georges
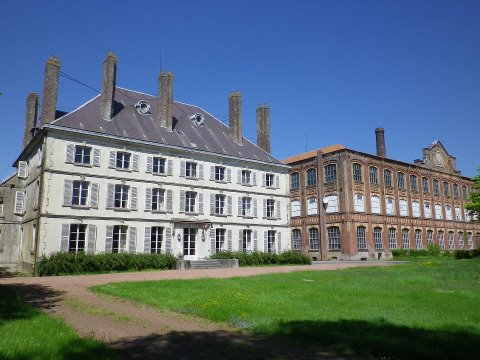
Schloss Blanc et La Filature
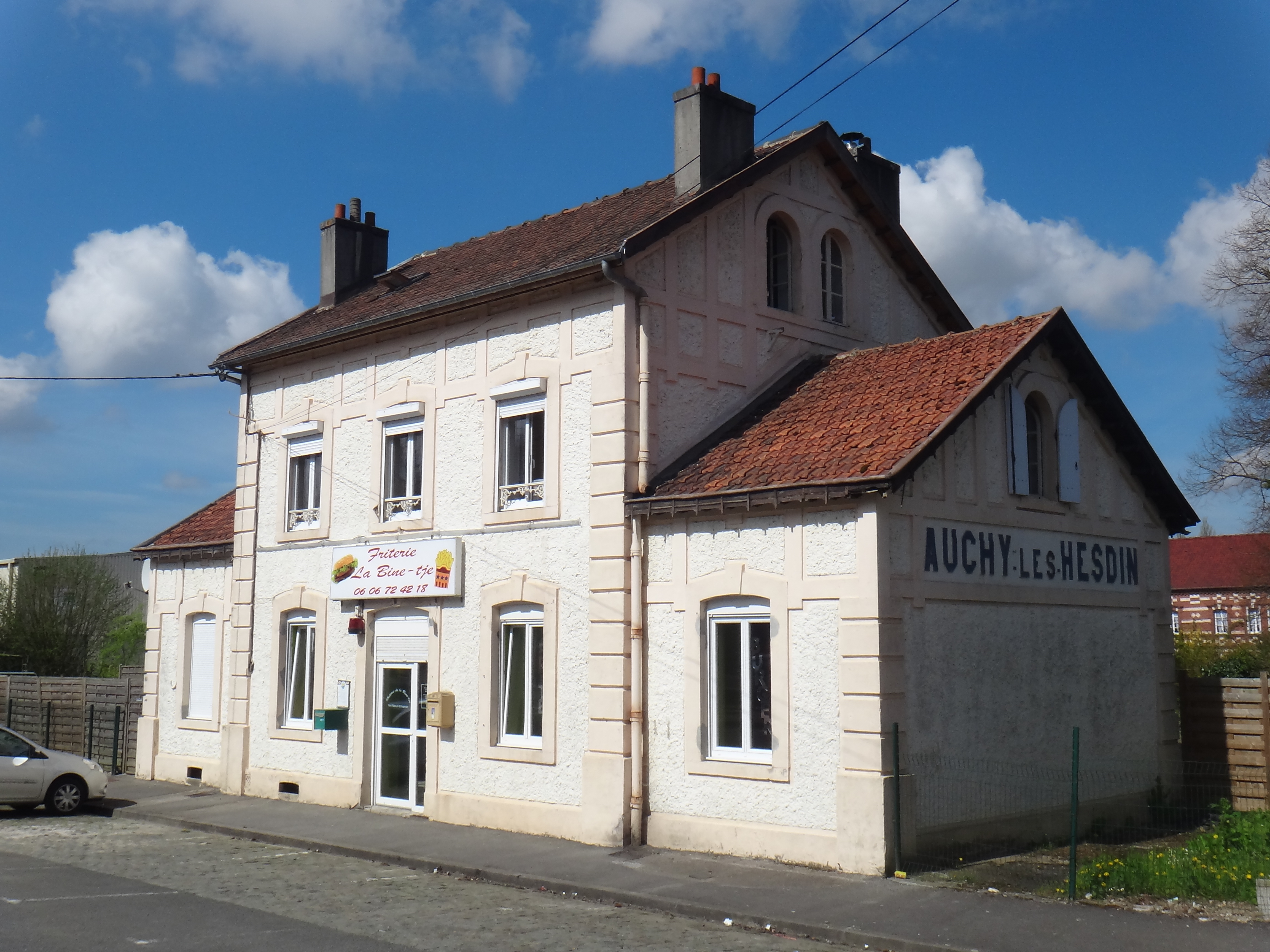
Bahnhof